# Sœurs du Très Saint Sauveur
Les Sœurs du Très Saint Sauveur (en latin : Congregationis Sororum a Ss.mo Salvatore) sont une congrégation religieuse féminine enseignante et hospitalière de droit pontifical.

## Historique
La congrégation est fondée sous le nom de Filles du Divin Rédempteur le 28 août 1849 à Niederbronn-les-Bains par Élisabeth Eppinger (1814-1867) pour venir en aide aux malades. Elle reçoit l'aide du curé Jean-David Reichard (1796-1867) et l'approbation de l'archevêque de Strasbourg, Mgr Raess. Un décret impérial du 6 novembre 1854 reconnaît civilement la congrégation.
L'institut reçoit le decretum laudis le 7 mai 1863 et change le nom de filles du Divin Rédempteur pour l'actuel, il est définitivement approuvé par le Saint-Siège le 11 avril 1866. Deux scissions donnent naissance aux Sœurs du Rédempteur (1866) et aux Sœurs du Divin Rédempteur (1868).
En 1887, la clinique de la rue Georges-Bizet est créée. Elle est mitoyenne de leur chapelle et tient une bonne réputation : Clemenceau, Joséphine Baker et la comtesse Greffulhe y ont reçu des soins. L'asepsie y aurait été introduit très tôt.

## Activités et diffusion
Les sœurs se vouent aux soins des personnes âgées, des personnes handicapées et des malades, à domicile, en maison de retraite et les hôpitaux dirigés par les sœurs elles-mêmes. À partir des années 1940 l'institut s'ouvre à l'apostolat en territoire missionnaire. 
Elles sont présentes en: 
- Europe : Allemagne, Autriche, France, Slovaquie, Hongrie[4].
- Afrique : Angola, Cameroun.
- Amérique : Argentine.
- Asie : Inde.

La maison mère est située à Oberbronn dans le Bas-Rhin.
En 2017, la congrégation comptait 1195 sœurs dans 151 maisons.

## Résistance
Pendant la Seconde Guerre mondiale, leur engagement dans la Résistance vaut à la congrégation de recevoir la médaille de la Résistance française avec rosette (décret du 24 avril 1946)

## Source
- (it) Cet article est partiellement ou en totalité issu de l’article de Wikipédia en italien intitulé « Suore del Santissimo Salvatore » (voir la liste des auteurs).